# Sémeries
Sémeries é uma comuna francesa na região administrativa de Altos da França, no departamento do Norte. Estende-se por uma área de 13.46 km². Em 2010 a comuna tinha 551 habitantes (densidade: 40,9 hab./km²).